# På Dybt Vand
 Denne artikel omhandler en tegneserie. For andre betydninger af ordet "Dybt Vand", se Dybt vand (flertydig).
På Dybt Vand er en tegneserie tegnet og skrevet af danskeren Rasmus Julius. Serien har to sider i Basserne og er også motiv på to butiksruder i Kolding. Serien er blevet udgivet i to album udgivet af Egmont Serieforlaget.

## Figurer
- Berta: En kæmpehval, som hele tiden prøver at tabe sig med hjælp fra sin træner, men dog uden held.
- Otto: En blæksprutte, hvor pointen hele tiden handler om, hvor mange arme han har.
- Hr. Krabbe: En krabbe, som hele tiden prøver at tjene penge på alle mulige måder, som oftest på bekostning af andre, bl.a. som tryllekunstner.